# Nazi Megastructures
Nazi Megastructures (alternatieve titel: Nazi Mega Weapons) is een Britse documentaire-reeks over de wapens en bouwwerken van Adolf Hitlers nazi's tijdens de Tweede Wereldoorlog.

## Beschrijving
De reeks bestaat uit zeven reeksen van elk meestal zes afleveringen. In het programma wordt gebruikgemaakt van authentieke beelden uit de oorlog en worden belangrijke gebeurtenissen en scènes nagespeeld door acteurs.

## Afleveringen
| Seizoen | Aantal afl. | Uitgezonden       | Uitgezonden      |
| Seizoen | Aantal afl. | Seizoenstart      | Seizoenfinale    |
| ------- | ----------- | ----------------- | ---------------- |
| 1       | 6           | 1 juli 2013       | 16 december 2013 |
| 2       | 6           | 14 januari 2015   | 11 februari 2015 |
| 3       | 6           | 3 mei 2016        | 7 juni 2016      |
| 4       | 6           | 20 september 2017 | 25 oktober 2017  |
| 5       | 3           | 2018              | 2018             |
| 6       | 6           | 16 januari 2019   | 20 februari 2019 |
| 7       | 6           | 23 november 2019  | 28 december 2019 |

### Seizoen 1
| Afl. | Titel              |
| ---- | ------------------ |
| 1    | Atlantic Wall      |
| 2    | U-Boat Base        |
| 3    | V2 Rocket          |
| 4    | Super Tanks        |
| 5    | Hitler's Jet Caves |
| 6    | Fortress Berlin    |

### Seizoen 2
| Afl. | Titel                          |
| ---- | ------------------------------ |
| 1    | V1: Hitler's Vengeance Missile |
| 2    | The Wolf's Lair                |
| 3    | The SS                         |
| 4    | Hitler's Siegfried Line        |
| 5    | Hitler's Megaships             |
| 6    | Kamikaze Suicide Bombers       |

### Seizoen 3
| Afl. | Titel                            |
| ---- | -------------------------------- |
| 1    | Eagle's Nest                     |
| 2    | Hitler's Island Megafortress     |
| 3    | Blitzkrieg Lightning War Machine |
| 4    | Hitler's Killer Subs             |
| 5    | Pacific Megaships                |
| 6    | Japanese Superfortress           |

### Seizoen 4
| Afl. | Titel                       |
| ---- | --------------------------- |
| 1    | Hitler's War Trains         |
| 2    | Hitler's Railways of Death  |
| 3    | Hitler's Italian Fortress   |
| 4    | Hitler's Arctic Fortress    |
| 5    | Hitler's Propaganda Machine |
| 6    | Hitler's Luftwaffe          |

### Seizoen 5
| Afl. | Titel                                   |
| ---- | --------------------------------------- |
| 1    | Blitzkrieg in the East                  |
| 2    | Russia's War: The Battle of Kursk       |
| 3    | Russia's War: Hitler's Fighting Retreat |

### Seizoen 6
| Afl. | Titel                                   |
| ---- | --------------------------------------- |
| 1    | America's War: Pearl Harbor             |
| 2    | America's War: Japan's Warrior Code     |
| 3    | America's War: D-Day                    |
| 4    | America's War: Japan's Island of Death  |
| 5    | America's War: Hitler's Final Offensive |
| 6    | America's War: Fortress Japan           |

### Seizoen 7
| Afl. | Titel                           |
| ---- | ------------------------------- |
| 1    | Hitler's War in the Skies       |
| 2    | Hitler's British Invasion Plan  |
| 3    | Hell Island                     |
| 4    | Japan's Death Railway           |
| 5    | Hitler's Desert War             |
| 6    | Hitler's Mediterranean Fortress |